# Persée et la Gorgone (Camille Claudel)
Pour les articles homonymes, voir Persée et la Gorgone.
Persée et la Gorgone est une œuvre monumentale datée de 1902 de Camille Claudel de facture classique représentant Persée décapitant Méduse.

## Contexte mythologique
Persée est le fils de Zeus et Danaé, la Méduse est une des trois Gorgones, monstres ailés au corps de femmes et à la chevelure de serpents. Du sang de cette Gorgone naquit le cheval ailé Pégase. L'œuvre représente ici le moment où le héros vient de trancher la tête du monstre. Persée regarde dans son bouclier de bronze, qui lui sert de miroir, le reflet de la tête de Méduse afin d'éviter son regard qui conservait son caractère maléfique pétrificateur.

## Histoire
Dans son état actuel, l'œuvre a perdu son bouclier de bronze dans lequel se reflétait le visage de la Gorgone. Elle est signée et titrée sur le socle. C'est la seule sculpture en marbre de grandes dimensions de Camille Claudel. Elle est classée « Œuvre d'Intérêt Patrimonial Majeur ». Le musée Paul Dubois-Alfred Boucher (devenu musée Camille-Claudel) de Nogent-sur-Seine en a fait l'acquisition en 2008.
La conception de ce groupe remonte à 1897. En 1899, le plâtre est présenté au Salon de la Société nationale des beaux-arts. L'œuvre a des dimensions importantes (H.245 L.132 P.110 cm). Un exemplaire en marbre est commandé par la comtesse Arthur de Maigret pour son hôtel particulier de la rue de Téhéran à Paris. Le sculpteur François Pompon est chargé de la taille du marbre dans des dimensions légèrement réduites (H.196 L.111 P.90cm). Le marbre est présenté au Salon de 1902 de la Société nationale des beaux-arts. Le travail aura duré quatre ans freiné par les difficultés financières de Camille Claudel.

## Analyse
Pour Paul Claudel, Camille s'est représentée sous les traits de la Méduse afin d'exprimer ses remords par rapport à ses choix de vie. Pour Marie-Jo Bonnet, il s'agit d'un symptôme de la dissociation opérante dans l'esprit de la sculptrice entre l'artiste et la femme, et ainsi de sa culpabilité de créer. Elle y voit aussi une manière pour le masculin social, tel que la pratique artistique, d'entrer en conflit avec le féminin intérieur et maternel, pétrifiant plutôt qu'éclairant et terrifiant, qu'il est nécessaire de tuer.